# Саргсян, Гамлет
Гамлет Саргсян (арм. Համլետ Սարգսյան; род. 20 мая 2004 года) — армянский футболист, полузащитник клуба «Урарту», на правах аренды выступающий за ЦСКА, и молодёжной сборной Армении.

## Клубная карьера
Воспитанник Академии Аван, откуда в 2021 году перешёл во вторую команду «Урарту», выступавшую в Первой лиге. Дебютировал 26 февраля в игре с ЦСКА, выйдя в стартовом составе. Первый гол забил 30 августа 2022 года в ворота «Арарат-2». За первую команду дебютировал 4 сентября также в матче против армейского клуба, заменив на 88-й минуте Максима Майровича.
Зимой 2023 года перешёл в ЦСКА на правах аренды. Дебютировал 1 апреля в игре с «Пюником», заменив на 78-й минуте Эрик Симоняна. 9 августа 2024 года аренда была продлена ещё на год.

## Карьера в сборной
Выступал за молодёжные сборные Армении разных возрастов. В составе сборной до 19 лет принимал участие в отборе к Евро 2023, а в составе сборной до 21 года — в отборе к Евро 2025.

## Достижения
«Урарту»
- Чемпион Армении: 2022/23